# Bunkier przy placu Strzegomskim we Wrocławiu
Bunkier przy placu Strzegomskim – cylindryczny wolno stojący schron przeciwlotniczy znajdujący się we Wrocławiu przy ulicy Legnickiej, koło placu Strzegomskiego. Swoją dzisiejszą nazwę zawdzięcza właśnie temu placowi. Zaprojektowany został przez znanego wrocławskiego projektanta Richarda Konwiarza – niemieckiego architekta, autora projektu m.in. Stadionu Olimpijskiego. Schron zachował się do dziś w stanie dobrym, nie doznając większych uszkodzeń ani w czasie oblężenia Wrocławia, ani też w czasie ponad sześćdziesięcioletniej eksploatacji po wojnie, kiedy pełnił funkcję magazynu.
Budynek nie jest wpisany do rejestru zabytków, ale widnieje w wykazie zabytków architektury i budownictwa miasta Wrocławia. Obecnie siedziba Muzeum Współczesnego Wrocław, co czyni je jedynym muzeum w Polsce mieszczącym się w bunkrze.

## Historia
Schron wybudowany został w roku 1942 jako największy z kilku powstałych w tym czasie schronów przeciwlotniczych dla ludności cywilnej, chociaż z powodu ówczesnej sytuacji na linii frontu nie spodziewano się ataku i powstał raczej ze względów propagandowych. Usytuowany był przy skwerze przy pl. Strzegomskim i ewangelickim kościele św. Pawła. Początkowo w znajdującym się od zachodniej strony ryzalicie schronu znajdowały się dwa wejścia, poprzedzone pięcioosiowym portykiem (obecnie zabudowanym), zaś płycinę zdobiła sylwetka orła ze swastyką.

### Festung Breslau
W czasie oblężenia Festung Breslau pełnił funkcję szpitala fortecznego nr II (Festunglazaret II), który mógł pomieścić ponad tysiąc rannych. Pacjentami opiekowały się siostry zakonne ze Szpitala Zgromadzenia Sióstr Betanek przy ul. Traugutta. Ciężej rannych (około 6,6 tysiąca) ewakuowano z miasta-twierdzy lotniskiem na Gądowie, aż do jego zajęcia przez Rosjan w kwietniu.
Do 20 kwietnia wojska radzieckie prowadziły już walki wokół schronu, który zamienił się w punktu oporu. Gustaw Panek, hydraulik i elektryk pracujący wówczas w bunkrze, tak opisywał ówczesną sytuację:
Ten ogromny bunkier, mający sześć pięter, był przepełniony. Nie tylko pomieszczenia, ale także sienie i korytarze wypełniali ranni i umierający. Wybuchy bomb kołysały raz po raz całym bunkrem. (...) Nie otrzymywaliśmy z zewnątrz, od elektrowni, żadnego prądu. Kabiny, w których leżeli ranni musiały być oświetlanie świecami woskowymi. Także i na nich oszczędzano, nie wiedziano bowiem, czy kiedyś jeszcze zostaną dostarczone. Od teraz bunkier przestał funkcjonować jako lazaret.
Na tym etapie w bunkrze pozostało osiemdziesięciu mężczyzn i trzy kobiety. Saperzy zaczęli wybijać młotami pneumatycznymi otwory strzelnicze. Zdecydowano się na umieszczenie w środku ładunków wybuchowych i odpalenie ich, gdy schron zajęli Rosjanie. Detonacja zapaliła magazyny oleju napędowego do silników, doprowadzając do pożaru budynku. Przetrwali obrońcy schronili się w śluzie o powierzchni 2,5 na 4 metry. Z powodu przedłużającej się strzelaniny, Rosjanie zdecydowali się na wysadzenie ściany. Według ich relacji:
Pod nieprzerwanym ostrzałem przeciwnika i w ogniu palących się domów Władimir Dimitriew wykrył podejście, poprowadził za sobą grupę saperów ze skrzynkami materiału wybuchowego i zainstalował pod ścianą bunkra około 300 kg tego materiału. (...) Ściana o grubości do dwóch metrów została przebita. Dimitriew zaczął rzucać tam granaty, butelki z mieszaniną zapalającą i świece dymne. Wybuchł pożar. Hitlerowcy wybiegli z bunkra, dusząc się od dymu a stojący w pobliżu piechurzy brali ich do niewoli.
Pomimo ciężkich walk, schron przetrwał Festung Breslau w stosunkowo dobrym stanie, w porównaniu do sąsiedniej zabudowy pl. Strzegomskiego, niemal zrównanej z ziemią razem z kościołem św. Pawła.

### Po wojnie
Za czasów PRL, w latach 50., za bunkrem, na pl. Strzegomskim obozowali Romowie, ze swoim taborem. W latach 90. i w pierwszej dekadzie XXI wieku w bunkrze mieściły się różnego rodzaju sklepy i hurtownie oraz pub zaś na jego szczycie zainstalowano neon z logiem Coca-Coli.
W 2009 roku odnowiono elewację schronu według projektu pracowni Romana Rutkowskiego i zrealizowano na fasadzie budynku mural przedstawiający pracę artysty i poety konkretnego Stanisława Dróżdża pt. „Klepsydra” z 1967 roku.
W latach 2010–2011 schron wyremontowano. Od 2 września 2011 schron jest tymczasową siedzibą Muzeum Współczesnego Wrocław.

## Architektura
Chociaż Richard Konwiarz był architektem modernistycznym, jego schrony nawiązywały do stylu imperialnego i do architektury napoleońskiej, a także do realizacji klasycystycznych (w przypadku schronu przy pl. Strzegomskim, do rzymskiego Panteonu). Był to prawdopodobnie świadomy i celowy zabieg, dzięki któremu budynki nie zdradzały swojej funkcji z zewnątrz, zaś sam architekt zaskarbił sobie sympatię władz, odwołując się do systemu totalitarnego.
Schron założony został na planie koła, o średnicy około 31 m. Wysoki na 25 m budynek ma 6 kondygnacji. Obiekt nie posiada podpiwniczenia, jest to żelbetowa konstrukcja szkieletowa z ławą fundamentową o grubości około 2,2 m, ze ścianami zewnętrznymi grubości 1,1 m i półtorametrowymi stropami. Od strony wschodniej, na fasadzie budynku, znajduje się płytki, 6-kondygnacyjny ryzalit z gładkim polem – płyciną, oryginalnie wypełnioną symbolami III Rzeszy – orłem i swastyką, obecnie muralem z tekstem Stanisława Dróżdża, oraz boniowanymi bokami, w części parteru poprzedzony portykiem (w którym znajdowały się pierwotnie dwie stalowe bramy wejściowe). Od zachodu znajduje się masywniejszy 5-kondygnacyjny ryzalit z wejściem z boku. Dach posiada niską, okrągłą nadbudówkę z gzymsem. Schron pozbawiony jest okien – zamiast nich na elewacji zostały regularnie rozmieszczone otwory wentylacyjne. Kondygnacje oddzielono od siebie gzymsami.

### Adaptacja na muzeum
Adaptacji obiektu na tymczasową siedzibę MWW i dostosowanie go dla osób niepełnosprawnych przeprowadziły w 2011 roku dwa zespoły architektów z pracowni: CH+ Architekci i VROA Architekci, m.in. Marta Mnich, Paweł Chaszczewicz, Grzegorz Kaczmarowski.
Konieczne było wyburzenie ścian działowych i stropów międzykondygnacyjnych aby przystosować budynek do celów ekspozycyjnych i maksymalnie otworzyć zaginającą się przestrzeń. Skuto zastany tynk, odsłaniając surowy beton z widocznymi strukturami, podkreślając go odkrytymi detalami takimi jak otworowania, ślady po młotach i wiertłach. Nowymi elementami przebudowy były działowe ścianki ceglane, pomalowane, by odróżnić się od zastanej konstrukcji, a także kratownice otwierające wnętrze schronu w pionie, będące pozostałością po wtórnym szybie towarowym. W środkowym pierścieniu wstawiono szyb windowy. Postindustrialnego charakteru dopełniły instalacje prowadzone natynkowo i bez obudów. Okrągły rzut schronu wymusił wykonanie oryginalnych mebli, specjalnie wykrzywionych ław i lad. Budynek otrzymał również iluminację, przede wszystkim portyku i muralu Dróżdża. Całkowita powierzchnia wystawowa wyniosła 4500 m².
Na pierwszym 1 piętra powstał Beautiful Tube proj. Sabiny Lang i Daniela Baumanna, szwajcarskich artystów duetu L/B. Jest to przestrzeń kontrastująca z betonowym wnętrzem schronu wypełniona dywanami w jaskrawych, podstawowych kolorach RGB.
SARP przyznało wyróżnienie Nagrody Roku 2011 za przebudowę obiektu schronu przeciwlotniczego na siedzibę Muzeum Współczesnego Wrocław, pisząc w uzasadnieniu, że wprowadzenie przestrzeni dla sztuki do przestrzeni militarnej jest „wspaniałą metaforą misji współczesnej architektury”.
Na dachu obiektu powstał taras i cylindryczny przeszklony pawilon kawiarni z panoramicznym widokiem na okolicę, mocno kontrastujący z betonowym i klaustrofobicznym wnętrzem pozostałej części budynku.

### Dane techniczne
- Kubatura brutto: 70292,02 m²
- Powierzchnia zabudowy: 937,47 m²
- Powierzchnia całkowita: 5258,60 m²
- Powierzchnia użytkowa: 3569,10 m²
- Ilość kondygnacji nadziemnych: 7
- Wysokość części istniejącej: 24,95 m[3]

## Galeria

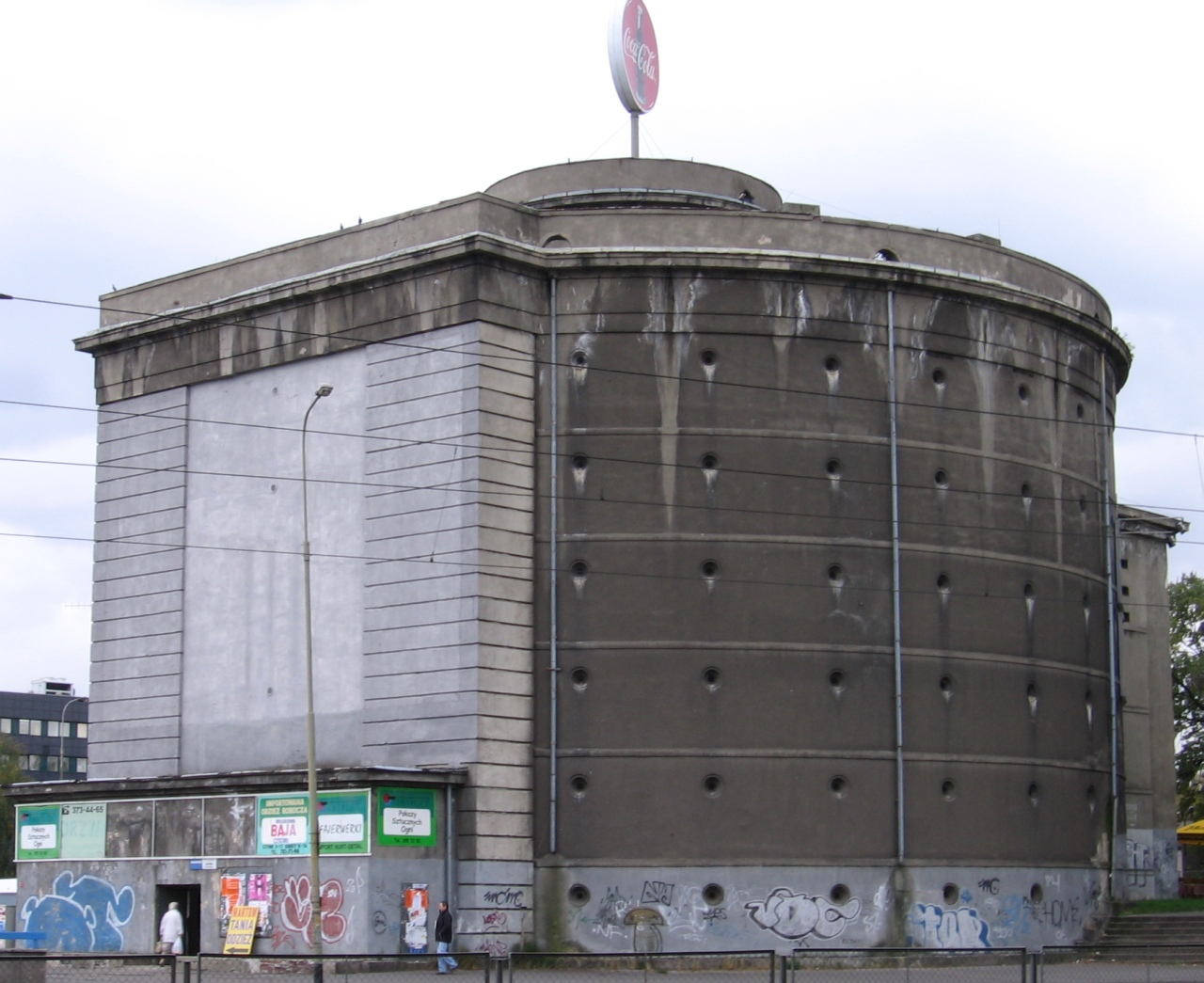
Stan schronu w 2005 roku, przed remontem. Na szczycie widoczne logo Coca-Coli.
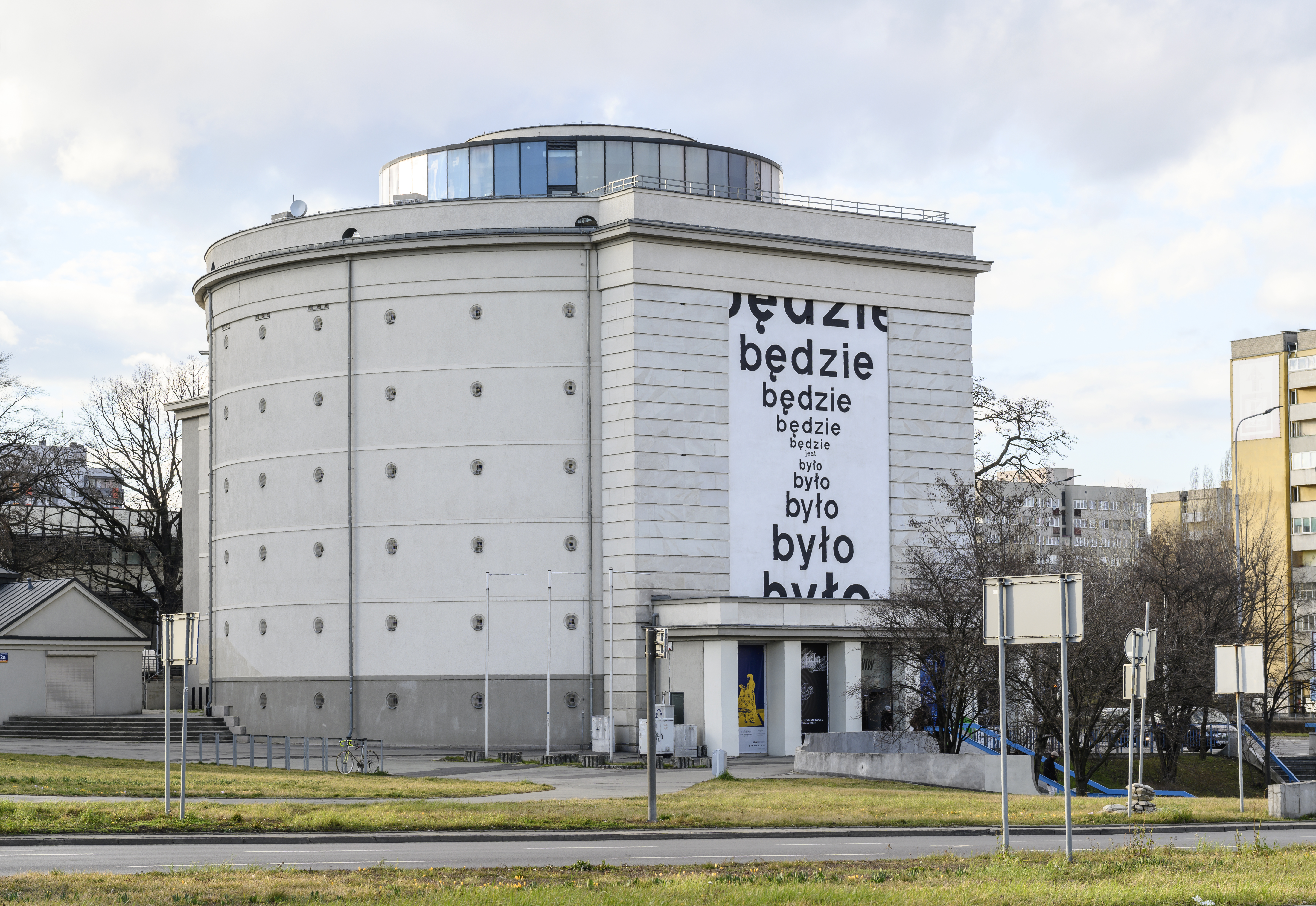
Stan budynku po remoncie w 2010-2011 roku.
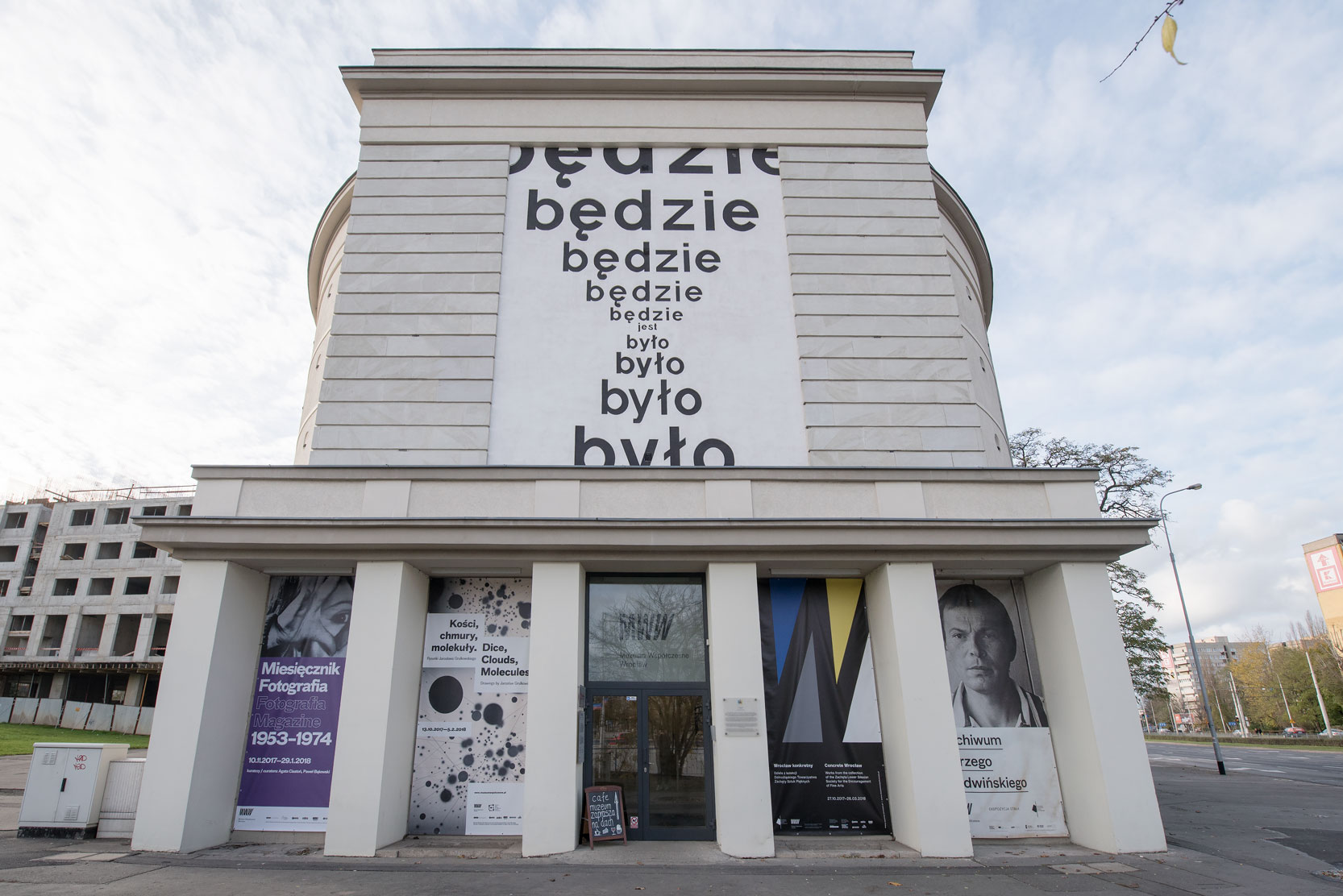
Portyk z wejściem głównym, nad nim mural „Klepsydra” Stanisława Dróżdża.
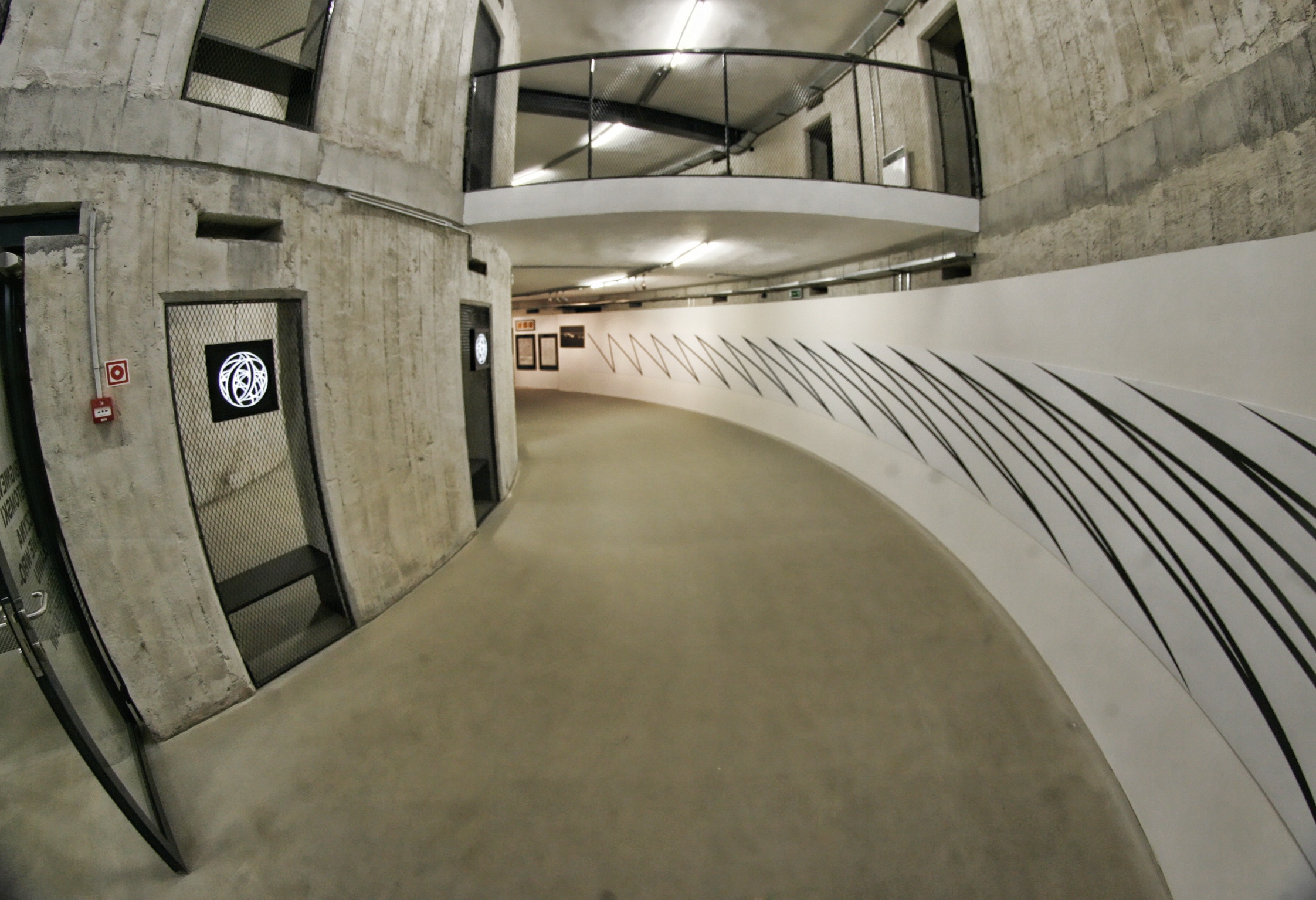
Betonowe wnętrze schronu po adaptacji na muzeum.